# Weta Workshop
Weta Workshop — компанія з розробки спецефектів та реквізиту для кіно та телебачення, що базується в Веллінгтоні, Нова Зеландія.
Заснована в 1987 році Річардом Тейлором та Танею Роджер як RT Effects, Weta Workshop створила істот і ефекти макіяжу для серіалів «Геркулес: Легендарні подорожі» та «Ксена: принцеса-воїн» та ефекти для фільмів «Познайомтесь з Фіблами» та «Небесні створіння». Цифровий підрозділ Weta Digital був створений у 1993 році.
Weta Workshop стала популярною в усьому світі завдяки режисерові Пітеру Джексону та його кінотрилогії «Володар перснів», для якого компанія виготовила комплекти костюмів, обладунки, зброю, істот і мініатюри.
Компанія названа в честь новозеландської комахи — вета, яка є однією з найбільших у світі комах.

## Фільмографія
- Театр Рея Бредбері (1987)
- Громадське око (1988)
- Познайомтесь з Фіблами (1990)
- Хлопчик з Андромеди (1991)
- Жива мертвечина (1992)
- Томмінокери (1993)
- Колись вони були воїнами (1994)
- Небесні створіння (1994)
- Джек Браун геній (1995)
- Забуте срібло (1995)
- Геркулес: Легендарні подорожі (1995)
- Ксена: принцеса-воїн (1995)
- Припливна хвиля: не втекти (1997)
- Молодість Геркулеса (1997)
- Потворний (1997)
- Страшили (1997)
- Небо (1998)
- Володар перснів: Хранителі Персня (2001)
- Володар перснів: Дві вежі (2002)
- Володар перснів: Повернення короля (2003)
- Володар морів (2003)
- Ідеальні незнайомці (2003)
- Останній самурай (2003)
- Пітер Пен (2003)
- Ван Хелсінг (2003)
- Хеллбой (2004)
- Антарктичний журнал (2005)
- Хроніки Нарнії: Лев, чаклунка та шафа (2005)
- Кінг-Конг (2005)
- Джейн і дракон (2005)
- Царство небесне (2005)
- Кіліанське прокляття (2005)
- Легенда Зорро (2005)
- Вторгнення динозавра (2006)
- Ерагон (2006)
- Паршива вівця (2006)
- Halo 3: Landfall (2007)
- Крокодил (2007)
- Водяний кінь: легенда глибин (2007)
- 30 днів ночі (2007)
- Хроніки Нарнії: Принц Каспіан (2008)
- День, коли Земля зупинилась (2008)
- Вуса дівчина (2008)
- Чорна пляма (2008)
- Дев'ятий округ (2009)
- Воїни світла (2009)
- The WotWots (2009)
- Аватар (2009)
- Під горою (2009)
- Індіана Джонс і королівство кришталевого черепа (2009)
- Милі кості (2009)
- Робін Гуд (2010)
- Диявольська скеля (2011)
- Тангівай: любовна історія (2011)
- Пригоди Тінтіна: Таємниця «Єдинорога» (2011)
- Джон Картер: між двох світів (2012)
- Хоббіт: Несподівана подорож (2012)
- Halo 4: Той, хто йде до світанку (2012)
- Елізіум (2013)
- Хоббіт: Пустка Смога (2013)
- Останні дні на Марсі (2013)
- Людина зі сталі (2013)
- Нова Людина-павук 2. Висока напруга (2014)
- Перевага (2014)
- Ґодзілла (2014)
- На межі майбутнього (2014)
- Геркулес (2014)
- Дракула. Невідома історія (2014)
- I (2014)
- Middle-earth: Shadow of Mordor (2014)
- Хоббіт: Битва п'яти воїнств (2014)
- Grey Goo (2015)
- Чжун Куй: Снігова діва і темний кристал (2015)
- Робот Чаппі (2015)
- Форсаж 7 (2015)
- Тандерберди йдуть (2015)
- Галліполі — масштаб нашої війни (2015)
- Шалений Макс: Дорога гніву (2015)
- Простір (2015)
- Крампус: викрадач Різдва (2015)
- GKR — гігантські роботи-вбивці (2016)
- Схід (2016)
- Warcraft: Початок (2016)
- Розумна людина (2016)
- Великий дружній велетень (2016)
- Спектральний аналіз (2016)
- Лабораторія помилок (2016)
- Велика стіна (2016)
- Могутні рейнджери (2017)
- Привид у броні (2017)
- Той, хто біжить по лезу 2049 (2017)
- Тор 3: Раґнарок (2017)